# Pársové
Pársové jsou členové indické komunity vyznavačů zoroastrismu, kteří podle tradice emigrovali v 10. století v důsledku muslimské perzekuce z Persie do Indie. Pársové jsou jednou z nejvzdělanějších a nejbohatších etnických skupin v Indii, trpí ale nízkou porodností, v důsledku čehož se jejich počet snižuje v průměru o 9 % každých 10 let. Osoby nad 60 let tvoří 31 % populace, zatímco děti pod 6 let pouze 4,7 % populace. V okolí Bombaje, kde je hustota Pársů nejvyšší, se 10 % žen a 20 % mužů nikdy neožení/nevdá.
Z řad Pársů pochází velký počet významných osobností Indie, zvláště přihlédneme-li k jejich malému počtu. Mezinárodně známým Pársem byl zpěvák Freddie Mercury. Světově známým hudebníkem v oblasti vážné hudby je dirigent Zubin Mehta.